# Jack Mullarkey
Jack Mullarkey ist ein irischer Schauspieler.

## Leben
Mullarkey machte eine zweijährige Schauspielausbildung an der The Gaiety School of Acting – The National Theatre School of Ireland. 2022 stellt er in der Wikinger-Serie Vikings: Valhalla die Rolle des Toke dar. Im selben Jahr war er in der wiederkehrenden Rolle des Michael „Miguel“ Salvius im Netflix Original Warrior Nun in insgesamt acht Episoden zu sehen. Im Staffelfinale starb sein Charakter. 2023 spielte er in der Fernsehserie Kin die Rolle des Wayne Madigan und erhielt Besetzungen im Kurzfilm Please Do Not Disturb und im Spielfilm Rose’s War.

## Filmografie (Auswahl)
- 2022: Vikings: Valhalla (Fernsehserie, 3 Episoden)
- 2022: Warrior Nun (Fernsehserie, 8 Episoden)
- 2023: Kin (Fernsehserie, 5 Episoden)
- 2023: Please Do Not Disturb (Kurzfilm)
- 2023: Rose’s War
- 2024: TWIG

## Theater (Auswahl)
- Much ado about nothing, Regie: Ronan Phelan
- In our Veins, Peacock Theatre
- Minefield, Dublin Fringe Festival
- Hamlet
- Romeo & Juliet, Regie: Geoff O’Keefe, Mill Productions
- The Shaughran, Regie: Claire Maguire